# Tim Tam

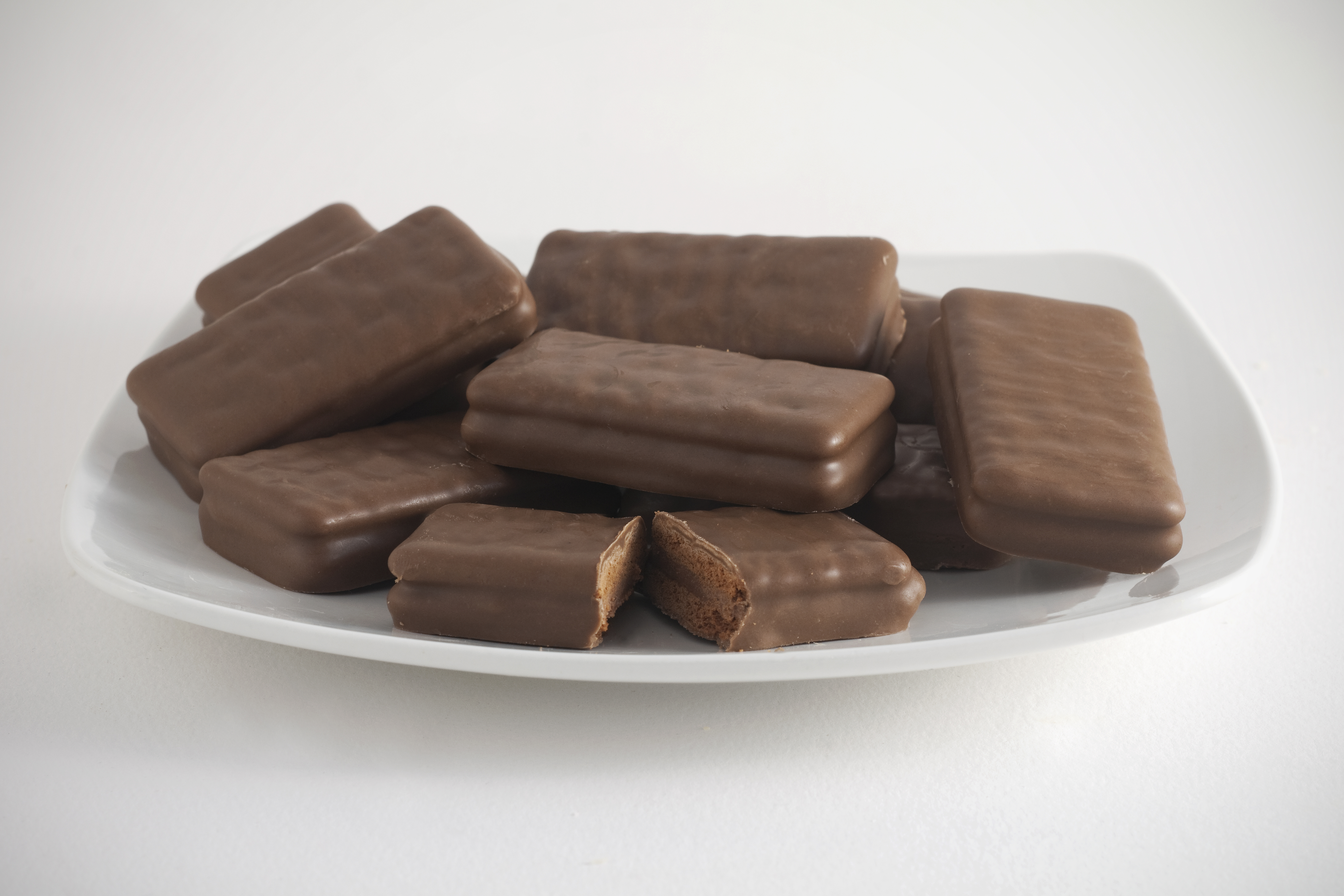

Tim Tam — шоколадное печенье, производимое австралийской компанией Arnott’s Biscuits Holdings с 1964 года. Имеет вид двухслойного печенья из солода, между слоями которого находится крем (как правило, из светлого шоколада), покрытого сверху тёмным молочным текстурированным шоколадом. Одна упаковка Tim Tam содержит 11 единиц печенья.
По заявлению производителя, годовой объём продаж составляет около 35 миллионов упаковок по всему миру (около 400 миллионов единиц). Рекордные продажи зафиксированы в Австралии, где среднестатистический житель съедает около 1,7 пачек Tim Tam в год.
Название «Tim Tam» происходит от имени скаковой лошади. В 1958 году Рон Арнот, директор компании в то время, отправился смотреть скачки скаковых в Кентукки и решил поставить на лошадь по имени Тим Там, которая победила. Само печенье было придумано спустя шесть лет Яном Норрисом.
Для печенья разработан ряд вкусов, в том числе: классический (молочный шоколад), двойное покрытие, карамель, кофе мокко, тёмный горький шоколад, шоколад чили (острый), ягоды, трюфели и апельсины.
В 2004 году была выпущена серия печенья, содержащего небольшое количество алкоголя. За это компания была подвергнута жёсткой критике, в которой утверждалось, что, учитывая популярность печенья, продажи в супермаркетах могут привести к развитию зависимости от алкоголя у детей.
В 2006 году компания выпустила ограниченным тиражом серию печенья со вкусом клубники. В 2005 году компания начала выпускать печенье в новой форме: круглое в шоколадной глазури (вместо двухслойного прямоугольного печенья).
Большинство продаж продукта осуществляется в Австралии и Новой Зеландии. До недавнего времени можно была возможность заказывать его через Интернет. Также печенье популярно во многих странах мира: США, Великобритании, Израиле, Ирландии, Канаде, Гонконге, Франции, Индонезии, где существуют свои его вариации.
В Австралии существует практика так называемого Tim Tam Slam — выпивания напитка (как правило, горячего) с помощью данного печенья: его углы отламываются, один из них погружается в напиток, и после этого человек пытается всасывать напиток через него. Вафли внутри печенья размокают от горячего напитка, а шоколад сверху начинает таять.